# Булатуков, Хасан Шахимович
Хасан Шахимович Булатуков (16.8.1907, аул Балтинский Баталпашинского отдела, ныне аул Кызыл-Юрт муниципального образования «Псаучье-Дахское сельское поселение» в Хабезском районе Карачаево-Черкесской Республики — 22.121937) — ногайский советский писатель, региональный политик. Основоположник ногайской советской литературы. Первый директор Черкесского научно-исследовательского института, образованный в 1932 году (ныне Карачаево-Черкесский ордена «Знака Почета» институт гуманитарных исследований при Правительстве Карачаево-Черкесской Республики). Член Союза писателей СССР (1934).
Член КПСС с 1930. Окончил Совпартшколу (1927), Ростовский комвуз (1930). Секретарь Черкесского обкома КПСС (с 1930).

## Биография
Родился в семье крестьян в ауле Балтинский (ныне Кызыл-Юрт) Баталпашинского отдела.
В первые годы Советской власти Хасан Булатуков одним из первых вступил в комсомол; его избрали секретарем комсомольской организации.
В 1925 году Ахлау Ахлов направил учиться перспективного комсомольца в совпартшколу в город Баталпашинск. Окончил партшколу с отличием в 1927 году. В июле того же года Х. Булатуков поступил в Ростовский комвуз; окончил обучение в июле 1930 года.
С июля по сентябрь 1931 года — заведующий отделом Черкесского областного исполкома Совета депутатов трудящихся, затем секретарем Обкома партии.
В 1932 году возглавил научно-исследовательский институт.
Арестован в возрасте 30 лет в 1937 году. Через три месяца, 22 декабря 1937 года, расстрелян.
В 1957 году реабилитирован посмертно.

## Литературная деятельность
Первые поэтические произведения Хасана Булатукова относятся к 1924—1926 годам. Они посвящены родному аулу, любимой матери и друзьям. Печатался в областной газете Черкесии, одна полоса которой «Ногай берет» с 1927 года выходила на ногайском языке. Автор первой ногайской пьесы «Фатимат» (1932), повести «Две жизни» (1936), сборника поэм «Азрет» (1937).
В 1934 принят в члены Союза писателей СССР. Членский билет № 378 подписал и вручил черкесскому писателю собственноручно Максим Горький.

## Память
Произведения Хасана Шахимовича Булатукова входят в учебные программы для школ и ВУЗов Карачаево-Черкессии.
В родном ауле одна из улиц и средняя школа носят его имя.
На здании дома печати (г. Черкесск) 20 июня 2003 года была открыта мемориальная доска Х. Ш. Булатукова